# Gliese 67
Gliese 67 (HR 483) is een hoofdreeksster van het type G1, gelegen in het sterrenbeeld Andromeda op 47.95 lichtjaar van de Zon. De ster heeft een baansnelheid rond het galactisch centrum van 49,7 km/s.